# Psammogobius biocellatus
Psammogobius biocellatus là một loài cá nước ngọt-nước lợ thuộc chi Psammogobius trong họ Cá bống trắng. Loài cá này được mô tả lần đầu tiên vào năm 1837.

## Từ nguyên
Từ định danh biocellatus được ghép bởi hai âm tiết trong tiếng Latinh: bi ("hai") và ocellatus ("đốm to"), hàm ý đề cập đến hai đốm đen viền trắng trên vây lưng trước của loài cá này.

## Phân bố
P. biocellatus có phân bố rộng khắp vùng Ấn Độ Dương - Thái Bình Dương, từ Nam Phi và Madagascar về phía đông đến quần đảo Samoa, ngược lên phía bắc đến vịnh Sagami (Nhật), giới hạn phía nam đến bờ bắc Úc và Nouvelle-Calédonie. P. biocellatus cũng được ghi nhận ở hạ lưu một số con sông ven biển Bắc Việt Nam. Gần đây loài này được ghi nhận ở Bangladesh nhờ vào phân tích mã vạch DNA.
Loài này sống ở vùng gian triều, cửa sông và đầm phá, thường thấy ở rừng ngập mặn, thỉnh thoảng cũng xâm nhập vào dòng nước ngọt.

## Mô tả
Chiều dài cơ thể lớn nhất được ghi nhận ở P. biocellatus là 8 cm. Đầu và thân màu nâu, có các dải vệt màu sẫm và mờ trên lưng, cùng các đốm sẫm hơn dọc theo hai bên lườn. Nửa thân trên thường nhạt màu hơn nửa thân dưới. Đầu có nhiều chấm sắc tố, sọc nhạt từ mắt tới hàm trên. Vây lưng trước có 1–2 đốm đen. Vây bụng và phần dưới của vây đuôi có các dải xiên màu sẫm.
Số gai vây lưng: 7; Số tia vây lưng: 9; Số gai vây hậu môn: 1; Số tia vây hậu môn: 8–9; Số gai vây bụng: 1; Số tia vây bụng: 5; Số tia vây ngực: 17–19.